# Georg Friedrich Knapp

Staatliche Theorie des Geldes, 1923

Georg Friedrich Knapp (Giessen, 7 de marzo de 1842 – Darmstadt, 20 de febrero de 1926), fue un economista alemán fundador de la Escuela de la teoría monetaria del Cartalismo. Al adoptar un enfoque estadístico de la moneda, la escuela reivindica el uso de un medio de pago en forma de un instrumento de pago sin valor intrínseco como moneda fiduciaria estatal  en lugar de forma espontánea a través de las relaciones de intercambio.. Al colocar el emisor de dinero del estado en el centro de la teoría del dinero, la escuela rompió con el metalismo incluyendo el sistema del patrón oro existente el año 1905, año en que publicó su obra "Teoría Estatal del Dinero" (título alemán: "Staatliche Theorie des Geldes"): es de hecho el autor de la teoría estatal del dinero State Theory Money Archivado el 26 de noviembre de 2014 en Wayback Machine. (traducción ai inglés de 1924 del original alemán publicado en 1905).

## Familia
Sus padres eran Friedrich Ludwig Knapp (1814-1904) de Michelstadt en Odenwald y Katharina Elisabeth Liebig (1819-1890) Darmstadt, hermana del químico Justus von Liebig. Su abuelo paterno fue el presidente de la segunda cámara de los estamentos del Gran Ducado de Hesse Johann Friedrich Knapp. Georg Friedrich Knapp se casó con Lidia Korganow originaria de Georgia y tuvo dos hijas, Marianne y Elly. Esta última sería esposa del primer presidente alemán Theodor Heuss. Debido a la enfermedad mental de su esposa (ingresada en sanatorios) educó a sus hijas por su propia cuenta.

## Biografía
Knapp creció en Múnich, en el contexto de su tío Justus von Liebig y pronto influyeron en su desarrollo intelectual el filósofo Moritz Carrière y el filólogo Friedrich Thiersch. Además de las lenguas antiguas, pero pronto sintió las Ciencias Naturales y atrajo especialmente a las matemáticas. Después de sus estudios Georg Friedrich Knapp estudió a partir de 1853 en Múnich, Berlín y Gotinga física, química, derecho romano y economía. En 1865 terminó sus estudios con su tesis doctoral sobre la teoría de los salarios Thunen Dr. Phil. en la Universidad de Göttingen, como segundo tema importante que había elegido matemáticas. 
En los años 1869 a 1874 Knapp fue director  de la oficina de estadística de la ciudad de Leipzig. Aplicó por primera vez la estadística a los estudios fundamentales de la mortalidad y la estadística moral. En 1869, con 27 años de edad, fue nombrado profesor de las estadísticas en la Facultad de Artes de la Universidad de Leipzig.
En 1874 fue nombrado profesor de economía política en la Universidad de Estrasburgo.
En 1874 aceptó el nombramiento como profesor titular de Economía en la Universidad de Estrasburgo donde permaneció hasta 1918. Fue aquí, junto a Gustav Schmoller, donde se convirtió en un pionero de la joven escuela histórica de la economía . El contenido se volvió primeros números de las políticas agrícolas y sociales, y uno de los fundadores de la Asociación de Política Social. Su logro más significativo fue el 1905 publicó "Teoría Estatal del Dinero", en el que justificaba el valor monetario no es económica, pero la ley positiva. "El dinero es una criatura de la ley", la primera frase es dogmática. Fue rector de Estrasburgo en 1891-1892 y 1907-1908. Knapp declinó múltiples ofertas (en Viena), retuvo su silla hasta 1918 y permaneció ocupado en Estrasburgo durante la época de la Primera Guerra Mundial. En 1918 le fue otorgada La Orden Pour le Mérite de Ciencias y Artes. En 1919 tuvo que dejar su hogar adoptivo Alsacia en las condiciones más difíciles y viviría con parientes en Darmstadt en los últimos años.
Como profesor universitario a Knapp se veía comprometido para contribuir con la formación de la administración pública. En su discurso presidencial el 1 de mayo de 1891 como rector de la universidad, que caracteriza esta tarea de la siguiente manera: "Debe haber estudiosos que demuestran los jefes de estado del contexto histórico de las cosas, para que ellos, los funcionarios no se ven abrumados por la opinión popular. "" Nuestros funcionarios [...] ya no estarán tomando el bloc de notas de su mano, incluso por mayorías parlamentarias, que sabemos para tratar magistral. Ninguna regla es tan fácil de soportar tan agradecido percibida como la regla de los funcionarios de mente alta y alto nivel de educación. El Estado alemán es un estado burocrático -. Esperamos que él sigue siendo un estado burocrático en este sentido"
En 1886, fundó la revista "Tratados del Seminario de Ciencias del Estado de Estrasburgo" (título alemán: "Abhandlungen aus dem staatswissenschaftlichen Seminar zu Strassburg").
Fue miembro de las Academias de Ciencias de Prusia, de Baviera y de Heidelberg.

## Obra principal
Knapp es recordado sobre todo por su libro de 1905 en original alemán Staatliche Theorie des Geldes ("Teoría Estatal del Dinero") que fue traducido al inglés con el título "The State Theory of Money" por la Real Sociedad Económica y publicado por primera vez en el Reino Unido en 1924.
La teoría estatal del dinero abarca los sistemas monetarios con indiferencia si se basa en metales preciosos o papel moneda. El enfoque de Knapp es naturalista. Como teórico, que no quiere recomendar lo que debe la monetaria sea, ni se exploran cómo el dinero puede ser objeto de un uso con el fin de alcanzar ciertos objetivos. Dibujo casi por completo en los ejemplos que figuran en la Europa del siglo XIX, que se deriva de ellas una clasificación funcional genética en cuando. En el proceso, el libro revela que algo de lo que se había pensado previamente que el dinero 'especie', era simplemente lo que él llama 'chartal dinero hylogenic'. Un chartalista declarado, Knapp no aboga por el papel moneda pura y simple, señala efectivamente que los metalistas con su teoría no puede explicar de manera efectiva algunos fenómenos que llaman 'anomalías' observadas. Por el contrario, Knapp piensa que su teoría es capaz de explicar los múltiples sistemas monetarios mencionados en el libro. Aparte de sus conocimientos teóricos, el libro es particularmente interesante ya que es una fuente muy detallado de información sobre la historia monetaria europea del siglo XIX, centrándose en los siguientes países: Inglaterra, Francia, Holanda, Austria y Alemania. Debido a la falta de medios económicos, la Real Sociedad Económica voluntaria omite la traducción del capítulo IV, que contiene una revisión histórica de Inglaterra, Francia, Alemania, Austria y apéndices que contienen estudios de casos específicos. De todos modos, la teoría estatal del dinero representa con precisión los muchos cambios que ocurrieron durante el curso del siglo XIX: un movimiento general del bimetalismo al monometalismo, la aparición y desaparición de los sistemas de papel moneda (en particular, el sistema austríaco de 1866), el uso casi sistemático del papel moneda por el Estado en caso de guerra al lado de los medios de pago existentes, la aparición de los billetes de banco y el uso de giros de pago.

## Publicaciones
Sus escritos anteriores a La Teoría Estatal del Dinero tratan principalmente de temas de demografía, población, agricultura y propiedad de la tierra.
- 1868 - Ueber die Ermittelung der Sterblichkeit (“Sobre la determinación de la mortalidad”)
- 1869 - Die Sterblichkeit der Sachsen (“Mortalidad in Saxony,”)
- 1874 - Theorie des Bevölkerungswechsels (“La teoría de las fluctuaciones de la población”)
- 1887 - Die Bauernbefreiung und der Ursprung der Landarbeiter in den älteren Teilen Preussens (“La liberación de los campesinos y los orígenes del agricultor en las partes más antiguas de Prusia”)
- 1891 - Die Landarbeiter in Knechtschaft und Freiheit (“El granjero en la servidumbre y la libertad”)
- 1897 - Grundherrschaft und Rittergut (“Propiedad de la tierra y tierras señoriales,”)
- 1905 - Staatliche Theorie des Geldes (“La teoría estatal del dinero”), München u. Leipzig, Duncker & Humblot, 1905. 3rd edition 1921. “The State Theory of Money” Archivado el 23 de noviembre de 2016 en Wayback Machine., edición en inglés, pdf de 1924.